# Herbert Anker
Herbert Anker (* 1908 in Berlin; † 17. Juni 1987 in Comano TI, Tessin, Schweiz) war ein deutscher Architekt.

## Biografie

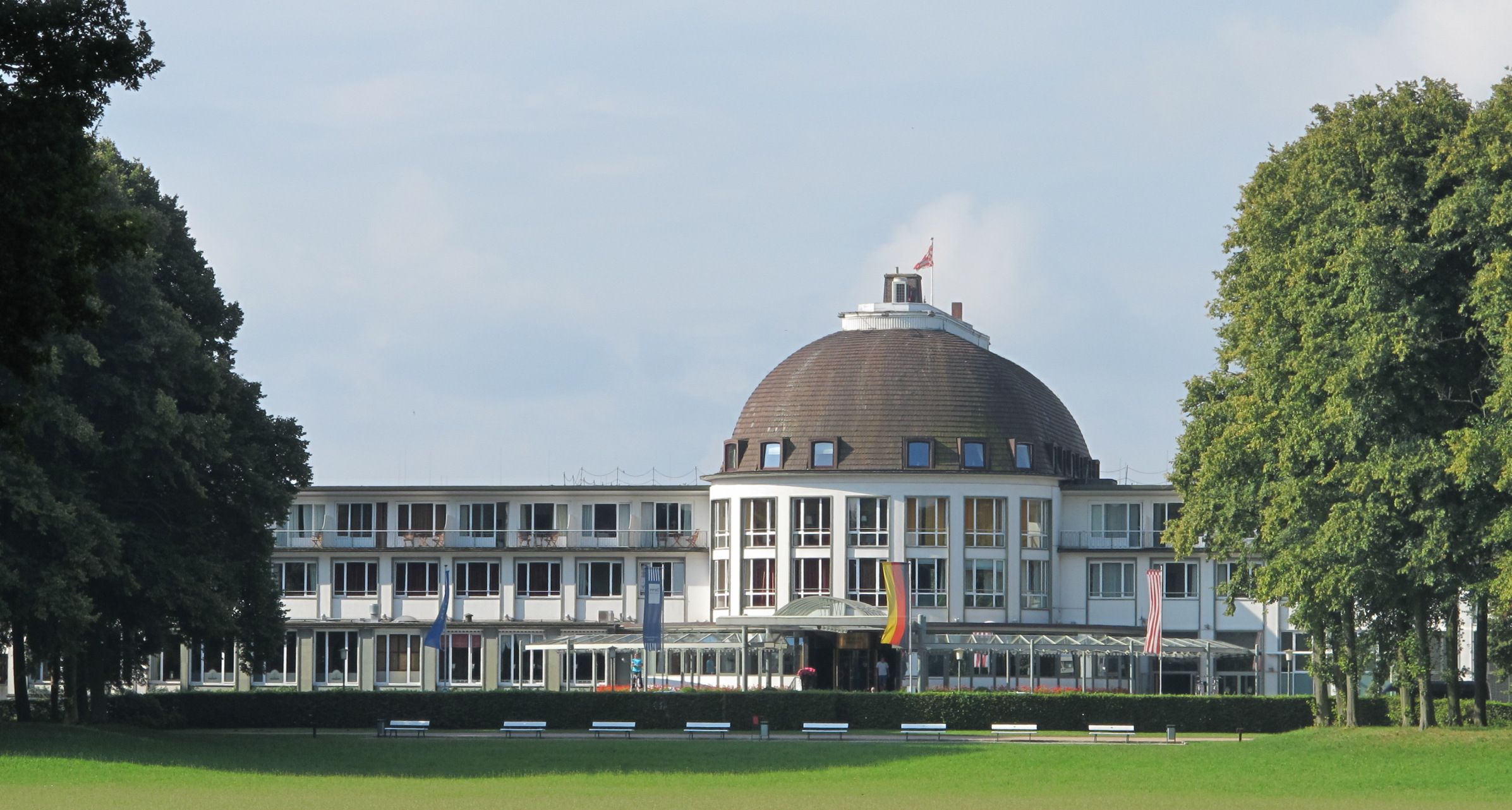
Parkhotel Bremen (1951–1954)

Anker wuchs in Wilhelmshaven auf. Nach einer Maurerlehre studierte er am Technikum Oldenburg. 1932 wurde er Mitarbeiter und ab 1938 Teilhaber im Architekturbüro von Rudolf Jacobs in Bremen, das er nach dessen Tod im Jahr 1946 bis 1971 alleine weiterführte. Nach dem Zweiten Weltkrieg war er beteiligt am Wiederaufbau der Raths-Apotheke am Bremer Marktplatz, der Bank für Gemeinwirtschaft am Domshof und am Parkhotel am Bürgerpark Bremen.

## Werke (Auswahl)
Alle Bauten in Bremen, soweit nichts anderes vermerkt ist:
- 1950: Das Haus zum Roland (nach Umgestaltung 1954 Bankhaus Neelmeyer), Hinter dem Schütting 2–3[2]
- 1950: Funkhaus Radio Bremen
- 1951: Wiederaufbau des Rathscafés[2]
- 1954: Sparkassenzweigstelle, Bahnhofstraße 32
- 1954: Ibero-Amerika-Bank, Obernstraße 14 (mit Friedrich Neumark)
- 1956: Umbau des Parkhotels Bremen, Hollerallee[2]
- 1959: Geschäftshaus Brockshus, Am Wall 142 / Sögestraße
- 1960: Raths-Apotheke, Am Markt 11[2]
- 1960: Wiederaufbau der Stadtwaage (Bremen), Langenstraße 13 (mit Rudolf Stein)[2]